# ソラ空軍基地
ソラ空軍基地（ブークモール：Sola flystasjon）は、ノルウェー王国ローガラン県ソラに所在するノルウェー空軍が運営する軍民共用飛行場。
滑走路はスタヴァンゲル空港と共用しており、付近には航空博物館もある。ソラ近郊のスタヴァンゲルのJåttåには北大西洋条約機構変革連合軍統合戦センターが置かれている。

## 歴史
ソラ飛行場は国王ホーコン7世の命により1937年5月29日に開設され、そして42機の飛行機による展示飛行が実施された。1939年にはヨーロッパ情勢悪化に伴い軍用飛行場に指定される。同年8月5日には最初のカプロニ Ca.310爆撃機が着陸した。
1940年4月9日にナチス・ドイツによるヴェーザー演習作戦が始まり、爆撃飛行隊は東への移動を命じられるも離陸前に6機のドイツ軍航空機により攻撃され爆撃機は損傷し廃棄される。さらに、この場所は空挺部隊による最初の攻撃を受けた場所であり、第7航空師団第1連隊第1大隊による降下が実施され、飛行場唯一の機関銃掩蔽壕が応戦して約60人の空挺兵が犠牲となった。機関銃掩蔽壕は手榴弾で沈黙させられるまで攻撃側に損害を与えた。
占領中は北海やノルウェー沿岸を哨戒するドイツ軍航空機のための飛行場として利用された。
終戦により、1945年5月9日にイギリス軍とノルウェー軍協同による飛行場奪還部隊が編成される。第330飛行隊は戦後ノルウェーに最初に着陸したノルウェー軍航空部隊であった。飛行隊はイギリスで編成されたが後のに解隊される。1960年代までソラ飛行場はノルウェー最大の軍用飛行場であった。1946年前半には第333飛行隊が移転するも朝鮮戦争中にトロムスへ移転すし、1953年に復帰するも、1963年にアンドーヤ空軍基地に移転する。第331飛行隊は1952年に来るも再編の上で1955年にボードー空軍基地へ移転する。第718飛行隊は1952年にソラ基地で新編され1982年に解隊する。1973年には捜索救難用のヘリコプターが配備される。
北大西洋条約機構軍の運用の枠組みとしてアメリカ合衆国空軍の第426基地隊はNATO統合戦センターで勤務する約220人の将兵とその家族を支援しており、基地隊はそのほかにオスロにあるアメリカ合衆国海軍とアメリカ合衆国海兵隊の事前集積用途の資機材が置かれている「オペレーティング・ロケーション - A」を管理している。
1993年までソラ基地はノルウェー空軍の主要基地としての地位を確立していたものの、ソラ基地は閉鎖が検討されるも、近年の政府は海上活動用ヘリコプター飛行場として使用を継続すると決定した。

## 配置部隊
- 第134航空団
  - 第330飛行隊（本部、救難）